# Sénat de Caroline du Nord
Bâtiment législatif de l'État Caroline du Nord, Raleigh
Le Sénat de Caroline du Nord (en anglais : North Carolina Senate) est la chambre haute de l'Assemblée générale, organe législatif de l'État américain de la Caroline du Nord.

## Système électoral
Le Sénat de Caroline du Nord est composé de 50 sièges pourvus pour deux ans au scrutin uninominal majoritaire à un tour dans autant de circonscriptions. Les sénateurs ne sont pas soumis à une limitation du nombre de mandats.
Les conditions requises pour devenir membre du Sénat sont : 
- être âgé d'au moins vingt-cinq ans ;
- être citoyen de l'État depuis au moins deux ans ;
- ne pas être un électeur qualifié de l'État ;
- résider dans la circonscription dans laquelle il ou elle est candidat(e) au moins l'année avant l'élection.

## Pouvoirs
Les prérogatives et les pouvoirs du Sénat sont identiques à ceux de la Chambre des représentants. Ses membres doivent, cependant, représenter des districts plus importants et plus grands que leurs collègues de la chambre basse. 
Selon la constitution de l'État, le Sénat exerce également les fonctions de « cour chargée des procédures de destitution » (« Court for the Trial of Impeachments »). La Chambre des représentants peut lancer une procédure en destitution contre les hauts fonctionnaires de l'État et le procès se tient devant le Sénat, comme dans le système fédéral américain. Si le gouverneur ou le lieutenant-gouverneur fait l'objet d'une procédure de destitution, c'est le président de la Cour suprême de Caroline du Nord qui dirige la procédure.

## Président
Le président du Sénat est le lieutenant-gouverneur de Caroline du Nord, mais ses pouvoirs sont très limités et il vote seulement en cas d'égalité. Avant la création du poste de lieutenant-gouverneur en 1868, le Sénat était présidé par un Speaker. Après l'élection en 1988, du premier lieutenant-gouverneur républicain depuis la Reconstruction, James Carson Gardner, la majorité démocrate sénatoriale a transféré la plupart des pouvoirs détenus par celui-ci au président pro tempore du Sénat, qui est élu par les sénateurs, nomme les membres des comités sénatoriaux et détient une grande influence sur l'élaboration des lois. La fonction est occupée depuis 2011 par le républicain Phil Berger. 

## Représentation
| Date             | Parti      | Parti        | Parti   | Total |
| Date             | Démocrates | Républicains | Vacants | Total |
| ---------------- | ---------- | ------------ | ------- | ----- |
| Date             |            |              |         | Total |
| 11 janvier 2017  | 15         | 35           | 0       | 50    |
| 7 janvier 2020   | 20         | 29           | 1       | 49    |
| 1er avril 2020   | 21         | 29           | 0       | 50    |
| 1er janvier 2021 | 22         | 28           | 0       | 50    |